# Cool World
Cool World är en amerikansk film från 1992. Filmen blandar animerade sekvenser med spelfilm.

## Handling
Filmen handlar om en serietecknare och världen han skapat som visar sig existera på riktigt.

### Singlar som släpptes i samband med detta album
- Real cool world (vinyl och CD)